# Улица Сезам представляет: Иди за той птицей
«Улица Сезам представляет: Иди за той птицей» (англ. Sesame Street Presents: Follow That Bird), также «Птичку жалко!» — американская музыкальная комедия 1985 года с участием многих маппетов и живых актёров. Это был один из немногих полнометражных фильмов про жителей Улицы Сезам.
Это также последний фильм про маппетов, который был выпущен при жизни Джима Хенсона и Ричарда Ханта.

## Сюжет
Большая Птица много лет жила размеренной жизнью на Улице Сезам. Однако социальная служба решила что птица должна жить среди птиц. Большую Птицу направляют в другой дом, в странную птичью семейку. В скором времени жизнь в новой семье стала для Птицы невыносимо тоскливой. Никому не сообщив, она сбежала из нового дома и направилась обратно на Улицу Сезам.
Её друзья с Улицы Сезам (как маппеты, так и люди), которые тоже тосковали по своей любимой подруге, узнают по новостям, что Большая Птица пропала. Они собирают несколько групп и отправляются на её поиски.
А в это время Птица попадает в руки двух гастролирующих артистов, которые также занимаются мошенничеством. Они сажают её в клетку, перекрашивают в синий цвет и заставляют работать на себя. Друзья с Улицы Сезам находят Птицу, но им ещё надо суметь освободить её…

## В ролях
Эпизодически в фильме появились около 100 маппетов.

### Маппеты
- Большая Птица
- Лягушонок Кермит
- Коржик
- Берт и Эрни
- Оскар
- Граф фон Знак

### Люди
- Кевин Клэш
- Кэролл Спинни
- Дейв Томас
- Линда Бове[англ.]

## Критика
Несмотря на то, что фильм собрал небольшую кассу в прокате (14 миллионов долларов в США), зрители и критики встретили его довольно тепло. Положительно отмечается лёгкий сценарий и добродушный посыл ленты.